# Mizuki Ichimaru
Mizuki Ichimaru (jap. 市丸 瑞希, Ichimaru Mizuki; * 8. Mai 1997 in Ibaraki, Präfektur Osaka) ist ein japanischer Fußballspieler.

## Karriere

### Verein
Mizuki Ichimaru erlernte das Fußballspielen in der Jugendmannschaft von Gamba Osaka. Hier unterschrieb er 2016 auch seinen ersten Profivertrag. Der Verein aus Suita, einer Stadt in der nördlichen Präfektur Osaka, spielte in der höchsten japanischen Liga, der J1 League. In Suita konnte er auch in der U23-Mannschaft eingesetzt werden. Die U23 spielte in der dritten Liga, der J3 League. Von Mai 2019 bis Januar 2020 wurde er an den FC Gifu ausgeliehen. Mit dem Klub aus Gifu, einer Großstadt in der Präfektur Gifu auf Honshū, spielte er 14-mal in der zweiten Liga. Am Ende der Saison musste der Klub in die dritte Liga absteigen. Anfang 2020 kehrte er nach der Ausleihe wieder zu Osaka zurück. Von August 2020 bis Saisonende wurde er an den in der zweiten Liga spielenden FC Ryūkyū ausgeliehen. Nach Vertragsende in Osaka wurde er im Februar 2021 nach der Ausleihe von Ryūkyū fest unter Vertrag genommen.

### Nationalmannschaft
Mizuki Ichimaru spielte 2016 in der U19-Nationalmannschaft, 2017 spielte er in der U20-Nationalmannschaft.